# Awantipora
Awantipora is een stad en “notified area” in het district Pulwama van het Indiase unieterritorium Jammu en Kasjmir.

## Demografie
Volgens de Indiase volkstelling van 2001 wonen er 6.250 mensen in Awantipora, waarvan 59% mannelijk en 41% vrouwelijk is. De plaats heeft een alfabetiseringsgraad van 48%.